# تپه جعفرآباد
تپه جعفرآباد مربوط به دوره اشکانیان - دوره ساسانیان است و در شهرستان همدان، بخش شراء، دهستان شور دشت، روستای قشلاقی سفلی واقع شده و این اثر در تاریخ ۱۸ اسفند ۱۳۸۷ با شمارهٔ ثبت ۲۵۱۵۹ به‌عنوان یکی از آثار ملی ایران به ثبت رسیده است.